# 24 uur van Le Mans 1927

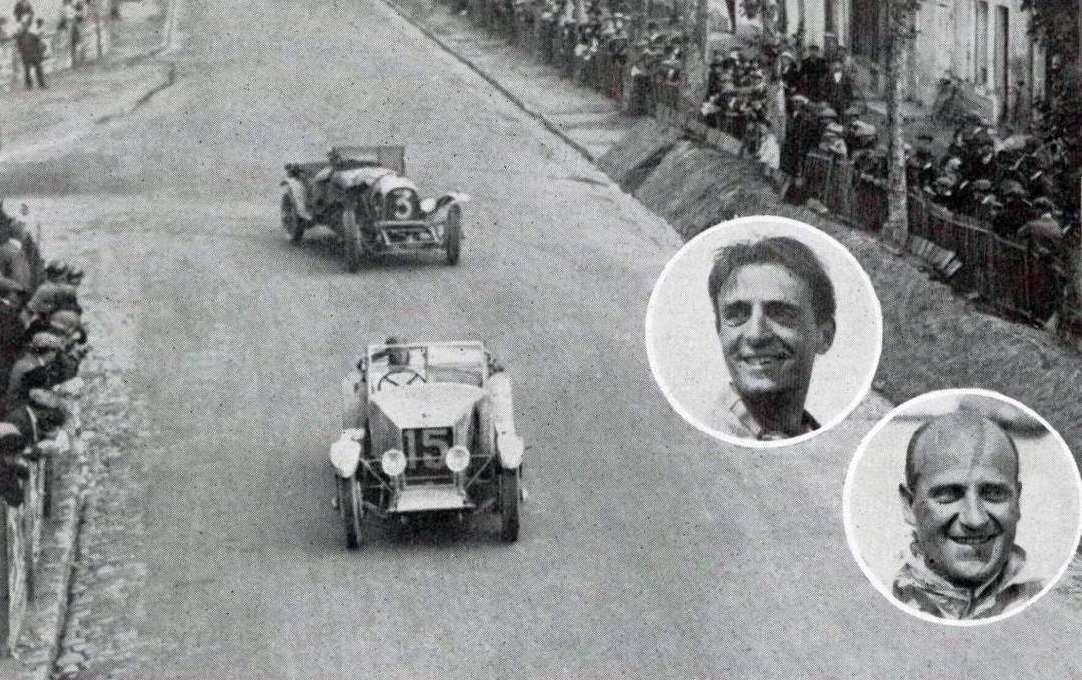
De winnende auto: de Bentley 4½ Litre #3 (achter), met de winnende coureurs Dudley Benjafield (links) en Sammy Davis (rechts).

De 24 uur van Le Mans 1927 was de 5e editie van deze endurancerace. De race werd verreden op 18 en 19 juni 1927 op het Circuit de la Sarthe nabij Le Mans, Frankrijk.
De race werd gewonnen door de Bentley Motors Limited #3 van Dudley Benjafield en Sammy Davis, die allebei hun enige Le Mans-overwinning behaalden. De 1.1-klasse werd gewonnen door de Société des Moteurs Salmson #25 van André de Victor en Jean Hasley. De 1.5-klasse werd gewonnen door de Société des Construction Automobile Parisienne #15 van Lucien Desvaux en Fernand Vallon.

## Race
Winnaars in hun klasse zijn vetgedrukt. Er waren dit jaar echter geen officiële onderscheidingen in klassen; deze werden later met terugwerkende kracht ingevoerd. De #16 Société des Construction Automobile Parisienne werd niet geklasseerd omdat deze de door hen vooraf doorgegeven doelafstand niet had volbracht. De #14 Société des Applications à Refroidissements par Air, de #29 Société des Automobile Ariès en de #28 Société des Automobile Ariès werden gediskwalificeerd omdat deze te veel achterstand hadden opgelopen. De #24 Société des Moteurs Salmson werd gediskwalificeerd omdat deze geduwd werd bij de start.
| Pos. | Klasse | No. | Team                                                | Coureurs                            | Chassis                       | Motor                    | Banden | Ronden |
| ---- | ------ | --- | --------------------------------------------------- | ----------------------------------- | ----------------------------- | ------------------------ | ------ | ------ |
| 1    | 3.0    | 3   | Bentley Motors Limited                              | Dudley Benjafield Sammy Davis       | Bentley 3 Litre Speed         | Bentley 3.0 S4           | D      | 137    |
| 2    | 1.1    | 25  | Société des Moteurs Salmson                         | André de Victor Jean Hasley         | Salmson Grand Sport           | Salmson 1094cc S4        | D      | 117    |
| 3    | 1.1    | 23  | Société des Moteurs Salmson                         | Georges Casse André Rousseau        | Salmson Grand Sport           | Salmson 1094cc S4        | D      | 115    |
| 4    | 1.5    | 15  | Société des Construction Automobile Parisienne      | Lucien Desvaux Fernand Vallon       | SCAP Type O                   | SCAP 1492cc S8           | D      | 111    |
| 5    | 1.1    | 26  | Établissements Henri Précloux                       | Guy Bouriat Pierre Bussienne        | EHP Type DS                   | CIME 1094cc S4           | D      | 109    |
| 6    | 1.1    | 21  | Société des Applications à Refroidissements par Air | André Marandet Gonzaque Lécureul    | SARA BDE                      | SARA 1099cc S4           | E      | 107    |
| 7    | 1.1    | 20  | SA des Automobiles Tracta                           | Jean-Albert Grégoire Lucien Lemesle | Tracta Gephi                  | SCAP 1099cc S4           | D      | 98     |
| NC   | 1.5    | 16  | Société des Construction Automobile Parisienne      | Albert Clément Henri Guilbert       | SCAP Type O                   | SCAP 1492cc S8           | D      | 99     |
| DNF  | 2.0    | 4   | Société des Automobile Ariès                        | Robert Laly Jean Chassagne          | Ariès Type S GP2 Surbaisée    | Ariès 3.0L S4            | D      | 122    |
| DNF  | 2.0    | 8   | Fabrique Automobile de St Ouen                      | Raymond Leroy Pierre Mesnel         | Fasto A3 Sport                | Fasto 1996cc S4          | D      | 96     |
| DNF  | 2.0    | 10  | Fabrique Automobile de St Ouen                      | Michel Doré Roger Hellot            | Fasto A3 Sport                | Fasto 1996cc S4          | D      | 75     |
| DNF  | 2.0    | 9   | Fabrique Automobile de St Ouen                      | Frédéric Thelusson Brosseau         | Fasto A3 Sport                | Fasto 1996cc S4          | D      | 72     |
| DSQ  | 1.5    | 14  | Société des Applications à Refroidissements par Air | Gaston Mottet Emile Maret           | SARA SP7                      | SARA 1498cc S6           | E      | 50     |
| DNF  | 1.1    | 22  | Société des Applications à Refroidissements par Air | Henri Armand Gaston Duval           | SARA BDE                      | SARA 1099cc S4           | E      | 42     |
| DNF  | 5.0    | 1   | Bentley Motors Limited                              | Frank Clement Leslie Callingham     | Bentley 4½ Litre              | Bentley 4.4L S4          | D      | 35     |
| DNF  | 3.0    | 2   | Bentley Motors Limited                              | André d'Erlanger George Duller      | Bentley 3 Litre Speed         | Bentley 3.0 S4           | D      | 34     |
| DNF  | 2.0    | 12  | Automobiles Th. Schneider SA                        | Jacques Chanterelle René Schiltz    | Th. Schneider 25 SP 'Le Mans' | Th. Schneider 1954cc S4  | D      | 34     |
| DNF  | 2.0    | 11  | Automobiles Th. Schneider SA                        | Robert Poirier Pierre Tabourin      | Th. Schneider 25 SP 'Le Mans' | Th. Schneider 1954cc S4  | D      | 26     |
| DSQ  | 1.1    | 29  | Société des Automobile Ariès                        | Fernand Gabriel Louis Paris         | Ariès CC2 Super               | Ariès 1088cc S4          | D      | 23     |
| DSQ  | 1.1    | 24  | Société des Moteurs Salmson                         | Lionel de Marmier Pierre Goutte     | Salmson Grand Sport           | Salmson 1094cc S4        | D      | 21     |
| DSQ  | 1.1    | 28  | Société des Automobile Ariès                        | Arthur Duray Roger Delano           | Ariès CC4                     | Ariès 1088cc S4          | D      | 16     |
| DNF  | 1.1    | 27  | Établissements Henri Précloux                       | Henri de Costier Hilaire Gaignard   | EHP Type DS                   | CIME 1094cc S4           | D      | 8      |
| DNS  | 1.1    | 17  | Automobiles Gendron & Cie                           | Marcel Michelot Lucien Bossoutrot   | GM GC3 Sport                  | CIME 1099cc S4           | ?      | 0      |
| DNS  | 1.1    | 18  | Automobiles Gendron & Cie                           | Marcel Gendron                      | GM GC3 Sport                  | CIME 1099cc S4           | ?      | 0      |
| DNS  | 1.1    | 19  | SA des Automobiles Tracta                           | Pierre Fenaille Etienne Boussod     | Tracta Gephi                  | SCAP 1099cc S4           | ?      | 0      |
| DNA  | 2.0    | 5   | Établissements Automobiles Rolland et Pilain SA     |                                     | Rolland-Pilain C23            | Rolland-Pilain 1997cc S4 | ?      | 0      |
| DNA  | 2.0    | 6   | Établissements Automobiles Rolland et Pilain SA     |                                     | Rolland-Pilain C23            | Rolland-Pilain 1997cc S4 | ?      | 0      |
| DNA  | 2.0    | 7   | Établissements Automobiles Rolland et Pilain SA     |                                     | Rolland-Pilain C23            | Rolland-Pilain 1997cc S4 | ?      | 0      |

1923 · 1924 · 1925 · 1926 · 1927 · 1928 · 1929 · 1930 · 1931 · 1932 · 1933 · 1934 · 1935 · 1936 · 1937 · 1938 · 1939 · 1940 - 1948 · 1949 · 1950 · 1951 · 1952 · 1953 · 1954 · 1955 (Ramp) · 1956 · 1957 · 1958 · 1959 · 1960 · 1961 · 1962 · 1963 · 1964 · 1965 · 1966 · 1967 · 1968 · 1969 · 1970 · 1971 · 1972 · 1973 · 1974 · 1975 · 1976 · 1977 · 1978 · 1979 · 1980 · 1981 · 1982 · 1983 · 1984 · 1985 · 1986 · 1987 · 1988 · 1989 · 1990 · 1991 · 1992 · 1993 · 1994 · 1995 · 1996 · 1997 · 1998 · 1999 · 2000 · 2001 · 2002 · 2003 · 2004 · 2005 · 2006 · 2007 · 2008 · 2009 · 2010 · 2011 · 2012 · 2013 · 2014 · 2015 · 2016 · 2017 · 2018 · 2019 · 2020 · 2021 · 2022 · 2023 · 2024